# Huan Jie
Huan Jie (?-223) est un ministre chinois du royaume de Wei lors de la période des Trois Royaumes en Chine antique. Durant le déclin de la dynastie Han, il fut un lettré du Sud qui se positionna tôt en faveur de Cao Cao. 

## Biographie
Il fut d’abord au service de Sun Jian à partir de 190, qui le recommanda au titre formel de Filialement Pieux et Incorruptible. En l’an 191, lorsque Sun Jian se fit tuer, il négocia le rapatriement du corps auprès de Liu Biao, qui, admirant sons sens de l’honneur, accepta de retourner la dépouille. Quelques années plus tard, en l’an 198, il conseilla à Zhang Xian, Grand Administrateur de Changsha, de monter les districts de Changsha, Lingling et Guiyang contre Liu Biao tout en informant Cao Cao, ce qui fut fait. 
Il entra ensuite au service de Cao Cao en tant qu’Intendant du Palais et avec He Qia, se porta à la défense de son collègue Mao Jie, qui fut faussement accusé et emprisonné. En l’an 219, il convainquit Cao Cao de ne pas s’impliquer personnellement dans le siège de Fan et fut promu Maître des Écrits pour son bon conseil. Par après, avec Chen Qun et d’autres, il suggéra à Cao Cao d’assumer la position d’empereur, ce qui fut décliné. 
Après la mort de Cao Cao, en l’an 220, il fit partie de la délégation qui fit pression sur l’empereur Xian afin qu’il abdique en faveur de Cao Pi et rédigea le second décret d’abdication. 